# Mariakapel (Nuth)
De Mariakapel of Kapel De Ziepe is een kapel in Nuth in de Nederlands Zuid-Limburgse gemeente Beekdaelen. De kapel staat midden in het dorp aan de Bavostraat bij nummer 19 in de nabijheid van de splitsing met de Josephstraat.
Op ongeveer 160 meter naar het zuidwesten staat het Sint-Barbarabeeld.
De kapel is gewijd aan Maria.

## Geschiedenis
Op 1 mei 1979 werd de kapel ingezegend door de pastoor.

## Bouwwerk
De bakstenen kapel staat tegen een woonhuis en is opgetrokken op een rechthoekig plattegrond. De frontgevel is een topgevel opgetrokken in rode bakstenen en hoog in de frontgevel is een grijskleurig stenen kruis ingemetseld dat naar voren uitsteekt. Onder dit kruis is een horizontale bakstenen band aangebracht met daaronder de rechthoekige toegang die wordt afgesloten met vier glasplaten. De twee middelste laten aan de bovenzijde ruimte open en zijn versierd met een groot metalen kruis.
Van binnen zijn de wanden bekleed met metselwerk in grijskleurige stenen. Voor de achterwand is een blauw doek opgehangen en ervoor staat het houten altaar van de kapel. Op het altaar staat het Mariabeeld dat Maria toont met in haar handen het kindje Jezus. Achter het beeld is een metalen rondboog aangebracht met daarin de tekst:

AVE MARIA(Wees gegroet Maria)